# Елліотт (Меріленд)
Елліотт (англ. Elliott) — переписна місцевість (CDP) в США, в окрузі Дорчестер штату Меріленд. Населення — 43 особи (2020).

## Географія
Елліотт розташований за координатами 38°18′29″ пн. ш. 76°0′39″ зх. д. / 38.30806° пн. ш. 76.01083° зх. д. (38.308141, -76.010718).  За даними Бюро перепису населення США в 2010 році переписна місцевість мала площу 0,92 км², з яких 0,91 км² — суходіл та 0,01 км² — водойми.

## Демографія
Згідно з переписом 2010 року, у переписній місцевості мешкали 52 особи в 27 домогосподарствах у складі 17 родин. Густота населення становила 57 осіб/км².  Було 63 помешкання (69/км²).
Расовий склад населення:
| - 94,2 % — білих - 5,8 % — корінних американців |

До двох чи більше рас належало 0,0 %. Частка іспаномовних становила 0,0 % від усіх жителів.
За віковим діапазоном населення розподілялося таким чином: 1,9 % — особи молодші 18 років, 59,6 % — особи у віці 18—64 років, 38,5 % — особи у віці 65 років та старші. Медіана віку мешканця становила 62,0 року. На 100 осіб жіночої статі у переписній місцевості припадало 126,1 чоловіків;  на 100 жінок у віці від 18 років та старших — 121,7 чоловіків також старших 18 років.
Цивільне працевлаштоване населення становило 15 осіб. Основні галузі зайнятості: будівництво — 40,0 %, освіта, охорона здоров'я та соціальна допомога — 33,3 %, науковці, спеціалісти, менеджери — 26,7 %.